# Convento de San Miguel (Plasencia)
El convento de San Miguel es un convento en ruinas ubicado en la ciudad española de Plasencia, en la provincia de Cáceres. Fue sede de los franciscanos descalzos en la ciudad desde 1641 hasta los primeros años del siglo XIX.
El edificio, del que solamente se mantiene en pie una estructura con forma de torre, se ubicaba a las afueras de la puerta del Sol entre el hospital de San Roque y la parroquia de Santiago de Extramuros. El lugar es actualmente una zona de aparcamiento de vehículos denominada "plaza Obispo Amadeo".

## Historia
Este convento tuvo su origen institucional en el convento de San Miguel de la Florida, que había existido en el paraje de Valsoriano de las afueras de la ciudad entre 1524 y 1641, y cuyo edificio se conserva actualmente en un estado regular. Los franciscanos descalzos se habían asentado en una casa donada en la zona de Valsoriano en 1519, construyendo su primer convento en 1524, pero desde 1568 comenzaron a realizar gestiones infructuosas para trasladarse a un lugar del casco urbano, algo que no ocurriría hasta 1641. El lugar definitivamente elegido para el traslado se debió a que junto a él se ubicaba el hospital de San Roque; a este hospital, fundado en 1550, se le había añadido una enfermería específica para los franciscanos descalzos de los conventos de la zona, motivo por el cual se acabaría construyendo aquí un siglo después el convento de San Miguel.

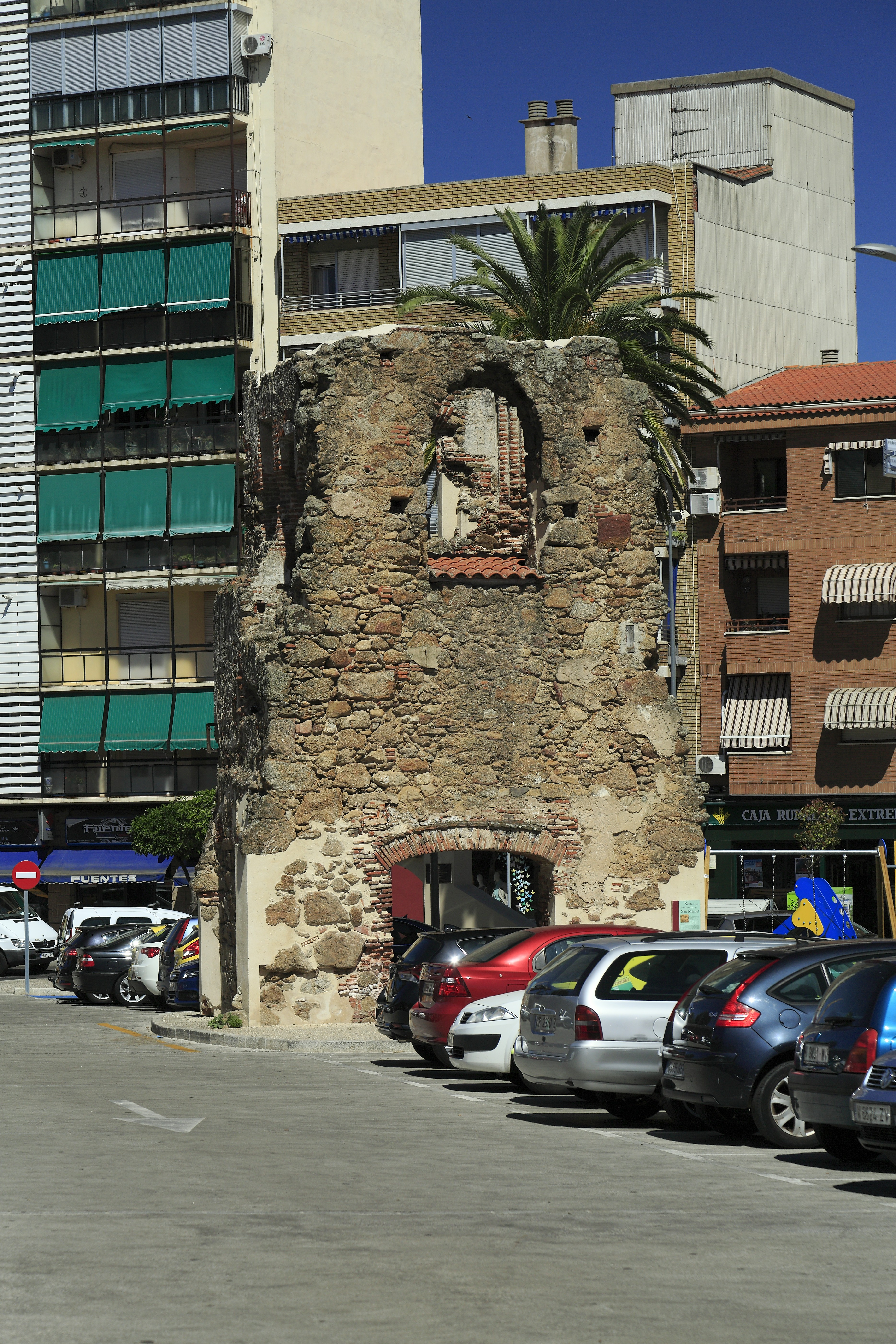
Vista de las ruinas desde el oeste, con la avenida La Salle al fondo

El período en el que estuvo activo este convento coincidió con una época de decadencia en la ciudad, que pasó de unos diez mil habitantes a finales del siglo XVI a unos cuatro mil a lo largo del siglo XVIII. Debido a ello, los documentos históricos sobre este convento escasean, en comparación con los que se refieren al anterior convento de la Florida. Sin embargo, se sabe que el convento estaba activo y era un lugar importante en el siglo XVIII. El Catastro de Ensenada de 1752 menciona que el convento tenía 40 frailes: 24 de misa, 8 coristas, 5 legos y 3 donados. El Interrogatorio de la Real Audiencia de Extremadura de 1791 baja su población a 34 frailes, pero menciona que tenía una escuela completa de teología escolástica; este mismo documento añade que sus rentas eran escasas y se financiaba principalmente a través de limosnas.
Se desconoce con exactitud cuándo se abandonó el convento, aunque se sabe que fue en las dos primeras décadas del siglo XIX. En 1821, el obispo Antonio Carrillo Mayoral autorizó a la VOT a sacar los objetos de culto del edificio para poder establecerse en el convento de San Francisco, ya que los ocupantes originales del convento de San Miguel ya no estaban allí. La exclaustración fue anterior a la real orden de 29 de mayo de 1821, que inició las exclaustraciones forzosas en el Trienio Liberal, pues un informe del 21 de mayo señala que ya estaba inactivo; según este informe, sus últimos ocupantes fueron 15 sacerdotes, 3 legos y 3 seculares. Cuando en 1822 se intentó convertir el hospital de San Roque en un cuartel, la falta de espacio obligó a añadir al cuartel el convento de San Miguel. Es probable que durante la Década Ominosa volviera a habitarse el convento, o bien por los descalzos o bien por la VOT, aunque no hay documentos claros; esta idea se basa en documentos de la desamortización de Mendizábal de 1835 sobre el desmantelamiento del edificio. El convento fue demolido en 1836-1837 y los planos y documentos de mediados del siglo XIX lo mencionan como un edificio que, si bien estaba ya demolido, conservaba ruinas; en este sentido, el diccionario de Madoz indica que "sus ruinas hacen una vista deforme".
El motivo de que no se demoliera por completo se debe a la Primera Guerra Carlista, durante la cual los cristinos desmantelaron buena parte del hospital de San Roque para reconstruir la muralla de la ciudad; el objetivo de la demolición no era crear un espacio libre, sino aprovechar los materiales del edificio en otros usos. Debido a ello, se desconoce el estado exacto que presentaba tras su demolición. Por ejemplo, en 1842 conservaba la portada de la iglesia, cuyo arco se trasladó en 1845 junto al alcázar de la ciudad. Tras su desamortización, el solar fue dividido en varias parcelas y pasó a manos privadas, teniendo en los siglos XIX y XX diversos usos como fábrica de corcho, fragua y aparcamiento de vehículos.

## Estado actual

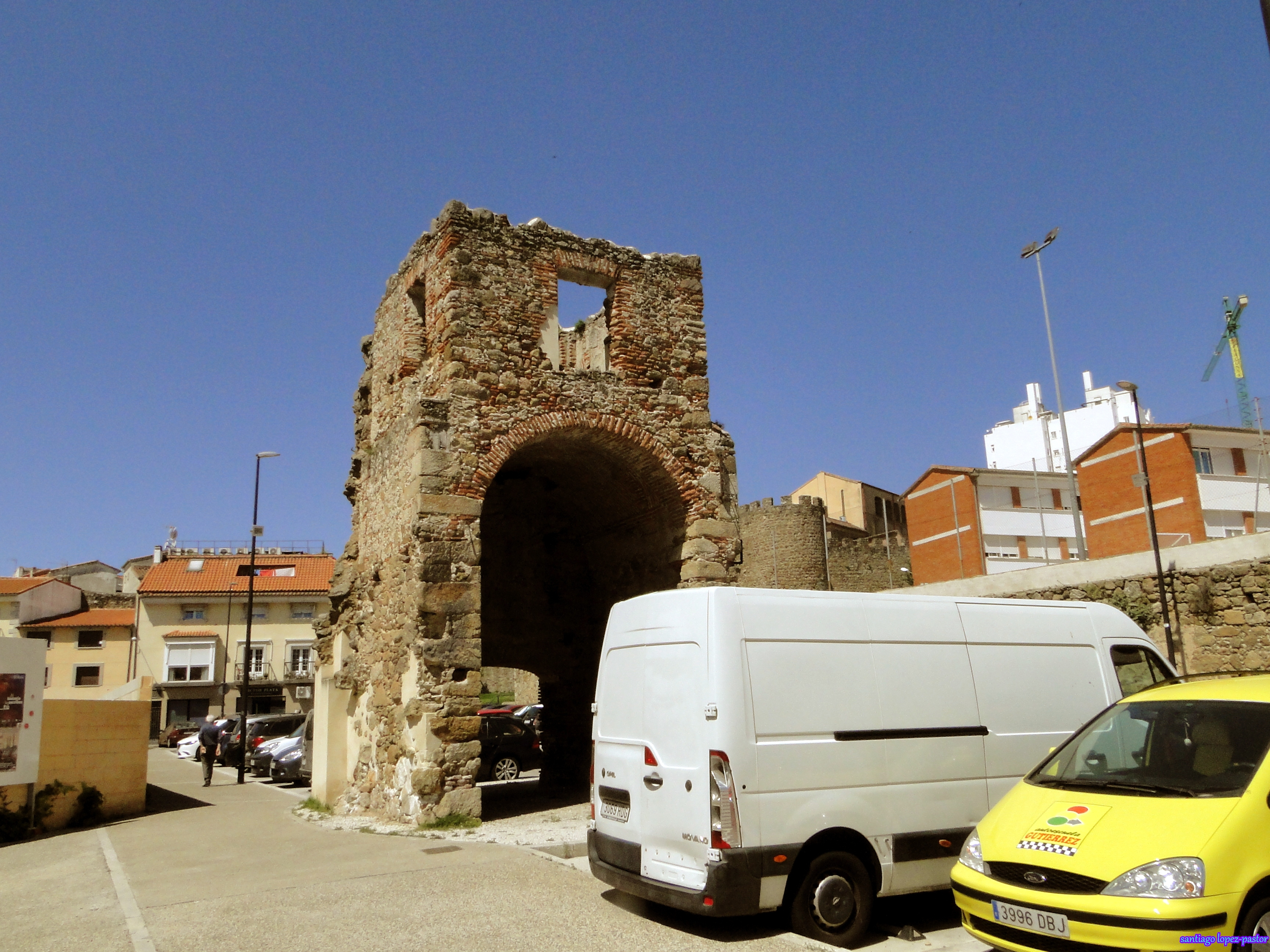
Vista de las ruinas desde el este, con la muralla al fondo

Actualmente, las ruinas del convento consisten en una simple torre en cuyo interior hay un gran arco de medio punto que sostiene un prisma cuadrangular con ventanas y sin cubierta. La estructura, cuya utilidad original es incierta y que actualmente solo sirve para funciones ornamentales y de investigación arqueológica, está fabricada principalmente con mampostería y ladrillo. En el subsuelo pueden existir elementos estructurales, ya que el suelo ha subido de nivel desde el siglo XIX.
El Plan General Municipal de Plasencia protege actualmente las ruinas de la torre como monumento anejo al hospital de San Roque. Hasta la década de 2010, la torre se hallaba dentro de un recinto privado y tapiado, destinado al arrendamiento de plazas de aparcamiento de vehículos; sin embargo, las necesidades de aparcamiento público llevaron al Ayuntamiento de Plasencia a expropiar el recinto para convertirlo en una plaza abierta, lo que obligó a realizar un estudio arqueológico en relación con el antiguo convento. En este contexto, se hizo una pequeña obra de consolidación en la torre consistente en añadir mortero de cal en la base, para prevenir el riesgo de desprendimiento que fue detectado en los informes arqueológicos.
El resultado del proceso ocurrido en los años 2010 fue la sustitución de la calle Paulo el Diácono por un amplio espacio abierto con unas cincuenta plazas para aparcamiento, al que se le dio el nombre de "plaza Obispo Amadeo" en honor al obispo saliente Amadeo Rodríguez Magro. En esta nueva plaza, la torre coexiste únicamente con una antigua puerta del aparcamiento, conservada con fines ornamentales, y con una pequeña zona de juegos infantiles.